# Senator (serie televisiva)
Senator è una serie televisiva italiana diretta da Gianfrancesco Lazotti e andata in onda dal 14 aprile al 26 maggio 1992, ogni martedì alle 22:15 su Rai 2.

## Trama
Ambientata nell’antica Roma imperiale, i vari personaggi sono coinvolti nelle vicende politiche dell'epoca. Il protagonista è il senatore Cecilio Tacito (Pippo Franco), alle prese con sua moglie Cassia (Cinzia Leone) e con Valerio Flacco (Gianni Agus).
Il tutto avviene con degli evidenti parallelismi satirici sulla politica e sull'economia italiana dei primi anni novanta, in piena Tangentopoli.